# Sommer-Paralympics 2016/Teilnehmer (Nepal)
| stlisierte Goldmedaille | stlisierte Silbermedaille | stlisierte Bronzemedaille |
| ----------------------- | ------------------------- | ------------------------- |
| —                       | —                         | —                         |

Nepal entsendete zu den Paralympischen Sommerspielen 2016 in Rio de Janeiro zwei Athleten, einen Mann und eine Frau.

## Teilnehmer nach Sportart

### Leichtathletik
Männer:
- Bikram Rana (100 Meter T11) – Vorrunde

### Schwimmen
Frauen:
- Laxmi Kunwar (100 Meter Freistil S6) – Vorrunde